# East Tsim Sha Tsui (stacja MTR)
East Tsim Sha Tsui (chiński: 尖東) – jedna ze stacji MTR, systemu szybkiej kolei w Hongkongu, na West Rail Line. Została otwarta 24 października 2004. 
Znajduje się w Tsim Sha Tsui w dzielnicy Yau Tsim Mong, w Nowych Terytoriach.